# Chanteloup-les-Bois
Chanteloup-les-Bois település Franciaországban, Maine-et-Loire megyében. Lakosainak száma 712 fő (2022. január 1.). Chanteloup-les-Bois Coron, Nuaillé, La Plaine, Toutlemonde, Vezins és Yzernay községekkel határos.

## Népesség
A település népességének változása:
| Lakosok száma | 542  | 605  | 664  | 670  | 712  | 720  | 700  | 694  | 692  | 712  |
|               | 1968 | 1982 | 1990 | 2006 | 2013 | 2015 | 2017 | 2019 | 2020 | 2022 |